# Ætheling

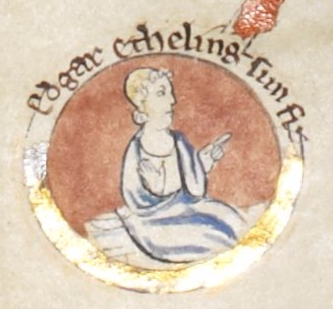
Edgar Ætheling

Ætheling (výslovnost /ˈæθəlɪŋ/) též Aetheling, Atheling nebo Etheling, byl staroanglický termín (æþeling) používaný v anglosaské Anglii k označení princů pocházejících z královské dynastie, kteří byli způsobilí převzít královskou korunu.
Tento termín je staroanglická a starosaská složenina slov aethele, æþele nebo (a)ethel znamenající „šlechtická rodina“ a -ing, které znamená „patřit k“. Pochází z germánského slova Edeling nebo Edling a je etymologicky příbuzný moderním německým slovům Adel (šlechta) a adelig nebo adlig (urozený). Do latiny byl obvykle překládán jako filius regis (královský syn) nebo anglolatinským neologismem clito (kupříkladu flanderský hrabě Vilém Clito).
Výraz ætheling je obsažen v toponymu Athelington v hrabství Suffolk.

## Význam slova a jeho použití v anglosaské Anglii

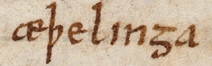
Zmínka o æthelinzích v eposu Beowulf

Během prvních let anglosaské vlády v Anglii bylo pravděpodobně slovo ætheling používáno k označení jakékoliv osoby urozeného původu. Brzy bylo jeho užití omezeno na členy královské rodiny. Předpona æþel- tvořila část jména několika anglosaských králů, kupříkladu krále Kentu Æthelberhta nebo králů Wessexu Æthelwulfa a Æthelreda, a naznačovala, že osoba pochází z urozeného rodu. Podle dokumentu pravděpodobně z 10. století byla v saském systému Weregild kompenzace za zranění či zabití æthelinga stanovena na 15 000 zlatých thryms nebo 11 250 stříbrných šilinků, což se rovnalo kompenzaci za arcibiskupa nebo poloviční kompenzaci za krále.
Zápis k roku 728 v Anglosaské kronice odkazuje na jistého Oswalda jako na æthelinga kvůli jeho prapradědečkovi, který měl být králem Wessexu. Od 9. století byl termín používán v mnohem užším smyslu a začal odkazovat výhradně na Cerdikovy potomky coby příslušníky vládnoucí dynastie Wessexu, především na syny nebo bratry vládnoucího krále. Podle současného amerického historika Richarda Abelse „král Alfréd transformoval samotný princip královské posloupnosti. Před Alfredem každý šlechtic, který by tvrdil, že je královského původu bez ohledu na to, jak vzdáleného, mohl usilovat o trůn. Po něm byl nárok na trůn omezen na syny a bratry panujícího krále.“ Za vlády Edwarda Vyznavače obdržel tento titul Edgar Ætheling coby vnuk Edmunda II. Železobokého, ale to bylo v době, kdy poprvé za 250 let neexistoval žijící ætheling podle přísné definice.
Slovo ætheling bylo také používáno v přeneseném významu jako „dobrý a ušlechtilý muž“. Staroanglická poezie často používala termínu ætheling k popisu Krista, jakož i různých proroků a světců. Hrdina Beowulf z 8. století je představen jako ætheling, možná ve smyslu coby příbuzný krále Géatů, i když někteří překladatelé slovo ætheling překládají jako „služebník“. Protože mnoho raných skandinávských králů bylo vybráno spíše soupeřením nebo volbou než na základě prvorozenství, mohl být tento termín vyhrazen pro osobu kvalifikovanou soutěžit o královskou korunu.

## Další použití a variace
Termín ætheling byl občas používán i po ovládnutí Anglie Normany, ale pouze k označení členů královské rodiny. Jeho latinizovaná germánská forma Adelin(us) byla použita ve jménu jediného legitimního syna a dědice anglického krále Jindřicha I., Viléma Adelina, který se utopil při katastrofě na Bílé lodi z roku 1120.
Termín byl také někdy přeložen do latiny jako clito, jako ve jménu Viléma Clita.
Současný irský historik Dáibhí Ó Cróinín se domnívá, že idea tánaist ríg v raně středověkém Irsku byla převzata z anglosaského, konkrétně northumbrijského konceptu æthelinga. Nejranější použití tanaíste ríg bylo v odkazu na anglosaského prince v roce asi 628. Mnoho následných použití se vztahovalo na neirské vládce předtím, než byl termín spjat s irskými korunními princi.
Ve Walesu byl variantou edling označován syn, který byl vybrán za následníka trůnu.